# Céntola de Hispania
Céntola de Hispania o Céntola de Burgos (-Burgos, c.304) fue una noble y mártir romana. Es considerada como santa por la Iglesia Católica y su fiesta se celebra el 2 de agosto.

## Hagiografía

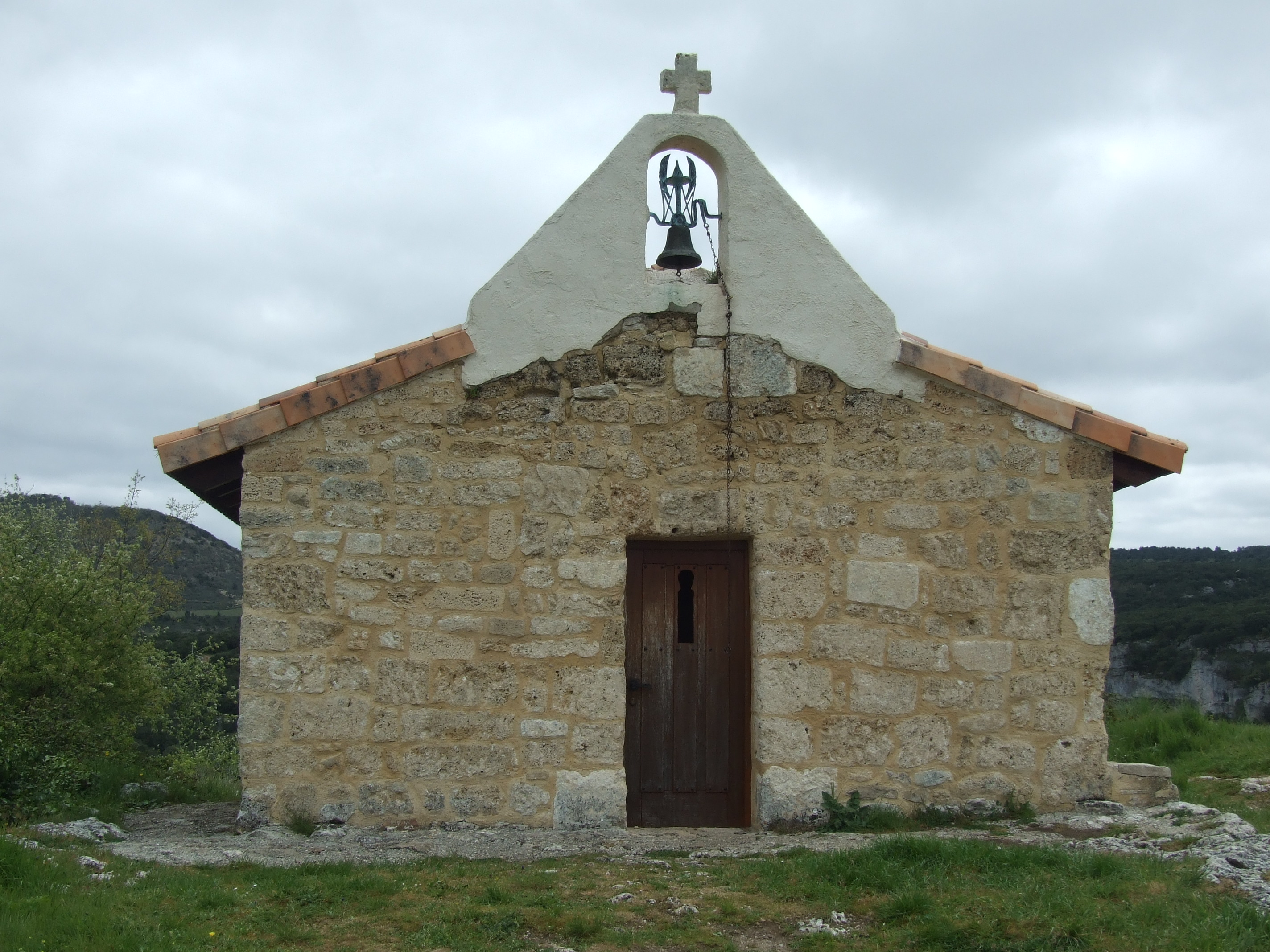
Ermita de Céntola y Elena

Céntola era hija de un diplomático romano de Toledo, en la provincia romana de Hispania, quien profesaba en secreto la fe cristiana. Por ser cristiana Céntola huyó a Siero (despoblado de Valdelateja, en Burgos), huyendo de la persecución religiosa de Diocleciano.

### Martirio
Fue juzgada por su fe ante el prefecto romano Egilsio, que al no lograr que renegara de su fe la decapitó, junto con la acompañante de Céntola, la mujer de noble linaje Elena.